# マイケル・ネイシュタット
マイケル・ネイシュタット（Michael Naishtut、1961年1月30日 - ）は、アメリカ合衆国ニューヨークブルックリン出身の俳優・ナレーター・脚本家・舞台監督。身長176cm。体重82kg。

## 来歴・人物
1983年ニューヨーク州立大学オネアンタ校を卒業。大学では演劇学を専攻。卒業後は主に舞台俳優としてニューヨーク州を中心に活躍。
1988年に来日し、1991年まで東宝芸能に所属していた。その後はフリーで活動している。
劇団・東京コメディストアの主宰を務めている。

## 出演作品

### テレビ番組
- NHK
  - えいごリアン - マイケル役
  - えいごリアン3 - メカごリアンと共演。
  - 親と子のテレビスクール
  - 新感覚☆わかる使える英文法
  - 世界の笑い大会
  - やさしい英会話

- 日本テレビ
  - 知ってるつもり?!

- TBS
  - 外国人のための正しい日本講座
  - こちら捕虜放送局

- フジテレビ
  - ひらけ!ポンキッキ

- テレビ朝日
  - えいごKids
  - 巨泉の使えない英語

- テレビ東京
  - あっぱれ日本一

### テレビドラマ
- 2時間7分の身代金
- 収容所からきた遺書

### 映画
- リーガル・エイリアン

### ラジオ
- 基礎英語1
- ラジオ英会話

### テレビアニメ
- かしまし 〜ガール・ミーツ・ガール〜（男A）
- 名探偵コナン（マイク・ノーウッド）
- YAWARA! Special ずっと君のことが…。（バイクの男）
- リトル・チャロ（シリウス）

### ゲーム
- アルゴスの戦士
- シェンムー
- シェンムーII
- バテン・カイトス 終わらない翼と失われた海
- ブラッディロア3
- 武蔵伝II ブレイドマスター
- メタルギアアシッド2

### CN
- NTTドコモ
- コカ・コーラ
- サッポロビール
- ソニー「デジタルハンディカム」「インターネットテレビ」
- 東芝「デジタル携帯」
- 日清製粉「パスタ」
- モランボン「しゃぶしゃぶのたれ」

### ナレーション

#### テレビ
- 英語であそぼ
- さんまのSUPERからくりTV
- TEMPURA

#### CM
- 京セラ「ボイスロゴ」
- 第二電電
- NOVA「シャベール・シリーズ」
- 本田技研工業